# Hunter (Dakota del Nord)
Hunter és una població dels Estats Units a l'estat de Dakota del Nord. Segons el cens del 2000 tenia 326 habitants.

## Demografia
Segons el cens del 2000, Hunter tenia 326 habitants, 141 habitatges, i 84 famílies. La densitat de població era de 81,7 hab./km².
Dels 141 habitatges en un 24,8% hi vivien nens de menys de 18 anys, en un 51,8% hi vivien parelles casades, en un 5% dones solteres, i en un 40,4% no eren unitats familiars. En el 37,6% dels habitatges hi vivien persones soles el 22,7% de les quals corresponia a persones de 65 anys o més que vivien soles. El nombre mitjà de persones vivint en cada habitatge era de 2,31 i el nombre mitjà de persones que vivien en cada família era de 3.
Per edats la població es repartia de la següent manera: un 27,9% tenia menys de 18 anys, un 3,7% entre 18 i 24, un 23,6% entre 25 i 44, un 19,6% de 45 a 60 i un 25,2% 65 anys o més.
L'edat mediana era de 40 anys. Per cada 100 dones de 18 o més anys hi havia 95,8 homes.
La renda mediana per habitatge era de 38.750 $ i la renda mediana per família de 47.500 $. Els homes tenien una renda mediana de 31.477 $ mentre que les dones 22.000 $. La renda per capita de la població era de 25.100 $. Cap de les famílies i l'1,7% de la població estaven per davall del llindar de pobresa.

## Poblacions més properes
El següent diagrama mostra les poblacions més properes.